# Power (Familienname)
Power ist ein englischer Familienname.

## Namensträger
- Amy Power (* 1980), australisch-österreichische Musikerin und Hochschullehrerin
- Ann Power-Forde (* 1962), irische Juristin und Richterin am Europäischen Gerichtshof für Menschenrechte
- Camilla Power (* 1976), irische Film- und Theaterschauspielerin
- Cat Power (* 1972), US-amerikanische Country-Musikerin
- Chad Power (* 1984), US-amerikanischer Schauspieler
- Charles Power (1878–1953), irischer Hockeyspieler
- Charles Gavan Power (1888–1968), kanadischer Politiker, Unterhausmitglied, Bundesminister, Bundessenator
- Ciarán Power (* 1976), irischer Radrennfahrer
- Dale Power (* 1949), kanadischer Tennisspieler
- Dave Power (Leichtathlet) (1928–2014), australischer Langstreckenläufer
- Dave Power (Schauspieler) (* 1978), US-amerikanischer Schauspieler
- David N. Power (1932–2014), irischer Liturgiewissenschaftler
- Duffy Power (1941–2014), britischer Pop- und Blues-Sänger
- Edward Power (1936–2021), US-amerikanischer Schauspieler
- Edward Power Biggs (1906–1977), US-amerikanischer Konzertorganist
- Eileen Power (1889–1940), britische Wirtschaftshistorikerin
- Hoss Power (* 1971), deutscher Rhythmusgitarrist, Sänger, Komponist und Produzent
- Jeanne Villepreux-Power (1794–1871), französische Schneiderin und Meeresbiologin
- Jennie Wyse Power (1858–1941), irische Aktivistin, Frauenrechtlerin und Politikerin
- Jonathon Power (* 1974), kanadischer Squashspieler
- Karen Power (* 1977), irische Musikerin
- Kevin Power (Sänger), kanadischer Sänger und Schauspieler
- Kevin Power (Pianist) (* 1949), australischer Pianist
- Kevin Power (Schriftsteller) (* 1981), irischer Schriftsteller
- Leonel Power (1370 bis 1385–1445), englischer Komponist
- Luke Power (* 2004), australischer Motorradrennfahrer
- Matthew Power († 2014), US-amerikanischer Journalist
- Michael Power (Bischof) (1804–1847), kanadischer Geistlicher, römisch-katholischer Bischof von Toronto
- Michael Power (Leichtathlet) (* 1976), australischer Leichtathlet, Olympiateilnehmer 2000
- Nadia Power (* 1998), irische Mittelstreckenläuferin
- Nancy Wyse Power (1889–1963), irische Keltologin, Diplomatin und Nationalistin
- Owen Power (* 2002), kanadischer Eishockeyspieler
- Paddy Power (1928–2013), irischer Politiker
- Patrick Power (Bischof) (* 1942), australischer Geistlicher, Weihbischof in Canberra-Goulburn
- Paul Power (* 1953), englischer Fußballspieler
- Paul Scully-Power (* 1944), US-amerikanischer Astronaut
- Peter Power (* 1966), irischer Politiker (Fianna Fáil)
- Ramón Power y Giralt (1775–1813), puerto-ricanischer Admiral und Politiker
- Romina Power (* 1951), US-amerikanische Schlagersängerin
- Samantha Power (* 1970), US-amerikanische Journalistin und Autorin
- Sarah Power (* 1986), kanadische Schauspielerin
- Seán Power (* 1960), irischer Politiker (Fianna Fáil)
- Seon Power (* 1984), Fußballspieler aus Trinidad und Tobago
- T. J. Power, australischer Schauspieler
- Taryn Power (1953–2020), US-amerikanische Schauspielerin
- Ted Power (1948–2010), deutscher Schlagersänger
- Teobaldo Power (1848–1884), spanischer Komponist
- Thomas Charles Power (1839–1923), US-amerikanischer Politiker
- Thomas S. Power (1905–1970), General der US Air Force
- Tyrone Power (Schauspieler, 1797) (William Grattan Tyrone Power; 1797–1841), irischer Schauspieler
- Tyrone Power, Sr. (Frederick Tyrone Edmond Power Sr; 1869–1931), britisch-amerikanischer Schauspieler
- Tyrone Power (Tyrone Edmund Power III.; 1914–1958), US-amerikanischer Schauspieler
- Tyrone Power Jr. (Tyrone William Power IV.; * 1959), US-amerikanischer Schauspieler
- W. Tyrone Power (1819–1911), britischer Künstler, Soldat und Autor
- Will Power (* 1981), australischer Rennfahrer
- William Edward Power (1915–2003), kanadischer Geistlicher, katholischer Bischof